# Municipio de Agramonte
Municipio de Agramonte är en kommun i Kuba.   Den ligger i provinsen Matanzas, i den västra delen av landet, 140 km öster om huvudstaden Havanna.